# Полова идентичност
Полова идентичност е понятие в социологията, психологията и сексологията. С него се описва начинът, по който даден човек се възприема от гледна точка на своята полова принадлежност. Т.е. дали човекът се възприема или е възприеман от другите като мъж, като жена или като нещо по-различно, при това без оглед на физиологичния му пол. В този смисъл половата идентичност понякога се нарича и психологически пол.
В английския език с gender (джендър) се обозначават групата думи, с които характеризираме изгледа и социалните роли на хора и животни през фокуса на човешките биологични полове. Т.е. на тези думи, с които в дадено общество се обозначава кое се смята за женствено, т.е. присъщо на женския пол като изглед или поведение, и кое – за мъжествено. В нея не влизат понятия, свързани с това как даден пол усеща или упражнява сексуалността си (полова идентичност, сексуална ориентация, сексуални практики). Т.е. ако в тази група влизат понятия като женски, женствен, момичешки и мъжки, мъжествен, момчешки, то в нея не са понятия като курвенски, педалски, бисексуален и др. подобни, вкл. на тези, отнасящи се до половите идентичност, самоопределяне и практики.
Половата идентичност на човека най-вероятно се определя от комбинация от фактори – анатомични, хормонални и социални. Тя започва да се формира още със самото зачеване и развитието ѝ продължава през бременността и малко след раждането. Повечето учени са категорични, че формирането на половата идентичност приключва в съвсем ранно детство, след което тя остава статична и не може да бъде драстично променена.
Половата идентичност не е обвързана със сексуалната ориентация, не ѝ̀ влияе и не се влияе от нея. Това са явления от съвсем различен характер.
Според някои социологически теории половата идентичност се формира в процеса на социализация. Понятието за полово разделение (sex) се дължи на мисловно категориално деление, нормативно конструирано от биологическите науки. В този смисъл и gender (социален пол), и sex (биологичен пол) са социално конструирани. Подобно разделение по определен признак, в случая – пол, е условно, а не абсолютно. Според френския социолог Пиер Бурдийо полът вторично се натурализира, за да ни се представи като природен. Хората не се раждат като мъже или жени – те стават такива според ролевите модели, които са им предписани в обществото. Половата идентичност се приема за най-съществена, защото е свързана с общественото възпроизводство. Това е причината полът, за разлика от расата, да остава най-важният признак, който „построява“ човешките тела като различни.
В повечето съвременни общества съществува хетеронормативна двуполюсна система на определяне и възприемане на половата идентичност – тя може да бъде мъжка и женска, с всички произтичащи от това модели на поведение, начин на обличане, емоционалност и т.н. От всеки индивид се очаква да се впише в една от тези две категории, в зависимост от физиологичните полови белези, които има по рождение, както и в съответстващата ѝ полова роля. И макар мнозинството от хората наистина да се вписват в този модел, съществуват и някои, които по една или друга причина не успяват. Такива хора са, например, транссексуалните и интерсексуалните.
Транссексуалните хора физиологически принадлежат към единия пол, т.е. разполагат с обичайните за този пол първични и вторични полови белези, но те не съответстват на половата им идентичност. Т.е. вътрешно човекът се чувства и възприема като представител на противоположния пол.
Интерсексуалните хора, т.е. хермафродитите, се раждат с неопределими полови органи или с комбинация от полови органи и от двата пола. При някои интерсексуални веднага след раждането е извършена хирургическа намеса с цел доизграждане или заличаване на „излишните“ полови органи. В резултат от всичко това интерсексуалният човек може да се чувства и възприема като представител на противоположния пол или и на двата пола едновременно, или на нито един.